# Montaut, Gers
 Montaut là một xã thuộc tỉnh Gers trong vùng Occitanie tây nam nước Pháp. Xã này có độ cao trung bình 120 mét trên mực nước biển.